# Daniel Bogner
Daniel Bogner (* 21. Juni 1972, aufgewachsen in Neumarkt in der Oberpfalz) ist ein römisch-katholischer Theologe.

## Leben
Er studierte Theologie, Philosophie und Politikwissenschaft in Münster und Freiburg im Üechtland, abgeschlossen mit einem theologischen Lizentiat zu Carl Schmitt bei Johann Baptist Metz. Nach dem Promotionsstudium zu Michel de Certeau in Paris und der Habilitation in christlicher Sozialethik an der Universität Münster war er Kollegiat am Max-Weber-Kolleg in Erfurt und am Exzellenzcluster Religion und Politik in Münster. 
Er war Menschenrechtsreferent im Sekretariat der Deutschen Bischofskonferenz. Seit 2014 lehrt er als Professor für Moraltheologie und Ethik an der Theologischen Fakultät der Universität Fribourg.
Seine Forschungsschwerpunkte sind Menschenrechte, Rechtsethik und Begründung einer theologisch motivierten Ethik.

## Schriften (Auswahl)
- Gebrochene Gegenwart. Mystik und Politik bei Michel de Certeau. Matthias-Grünewald-Verlag, Mainz 2002, ISBN 3-7867-2373-7.
- als Herausgeber mit Stefan Herbst: Man hört nichts mehr von Unrecht in deinem Land. Zur Menschenrechtsarbeit der katholischen Kirche (= Schriftenreihe Gerechtigkeit und Frieden. Heft 100). Deutsche Kommission Justitia et Pax, Bonn 2004, ISBN 3-932535-71-5.
- Ausverkauf der Menschenrechte? Warum wir gefordert sind. Herder, Freiburg im Breisgau/Basel/Wien 2007, ISBN 3-451-29382-X.
- als Herausgeber mit Marianne Heimbach-Steins: Freiheit – Gleichheit – Religion. Orientierungen moderner Religionspolitik (= Religion und Politik. Band 4). Ergon-Verlag, Würzburg 2012, ISBN 978-3-89913-935-8.
- Das Recht des Politischen. Ein neuer Begriff der Menschenrechte (= Edition moderne Postmoderne). Transcript, Bielefeld 2014, ISBN 3-8376-2605-9.
- Liebe kann nicht Scheitern, Verlag Herder, Freiburg, 2024